# Budilov
Budilov (německy Budilau) je malá vesnice, část obce Bošice v okrese Prachatice v Jihočeském kraji. Nachází se asi jeden kilometr východně od Bošic. Je zde evidováno 66 adres. V roce 2011 zde trvale žilo 85 obyvatel.
Budilov je také název katastrálního území o rozloze 3,15 km². V katastrálním území Budilov leží i malá vesnice Mlaka a rozptýlená osada Brdo, které spolu s vlastním Budilovem představují tři základní sídelní jednotky této části obce. V obci se nachází jedna menší hospůdka.

## Historie
První písemná zmínka o vesnici se nalézá v nejstarším známém králováckém privilegiu, vydaném královnou Eliškou Přemyslovnou 11. srpna 1314. Budilov (Budilowo) se v této listině jmenuje mezi 28 vesnicemi volyňského újezdu.[zdroj?] Jiný zdroj uvádí až rok 1315.

## Obyvatelstvo
| Rok            | 1869 | 1880 | 1890 | 1900 | 1910 | 1921 | 1930 | 1950 | 1961 | 1970 | 1980 | 1991 | 2001 | 2011 | 2021 |
| -------------- | ---- | ---- | ---- | ---- | ---- | ---- | ---- | ---- | ---- | ---- | ---- | ---- | ---- | ---- | ---- |
| Počet obyvatel | 368  | 363  | 371  | 363  | 375  | 339  | 340  | 224  | 232  | 183  | 137  | 97   | 89   | 85   | 127  |
| Počet domů     | 51   | 57   | 59   | 60   | 58   | 58   | 63   | 63   | 51   | 48   | 40   | 54   | 59   | 62   | 72   |

## Obecní správa
Při sčítání lidu v letech 1850–1920 Budilov byl osadou obce Bohumilice v okrese Prachatice. V letech 1921–1963 byl samostatnou obcí, se kterým patřil nejprve do okresu Prachatice, ale v roce 1950 v okrese Vimperk. Od roku 1964 je částí obce Bošice v okrese Prachatice.

## Sbor dobrovolných hasičů
V Budilově působí sbor dobrovolných hasičů. Ten vznikl v roce 1924 a v současnosti se stará o většinu dění v obci (masopustní průvod, pouťové zábavy, dětský den a hlavně vyhlášená hasičská soutěž).
Sbor se zaměřuje i na požární sport. V současné době reprezentují SDH 3 týmy mužů, 2 týmy žen a družstvo dětí Budilovští hasiči objíždějí seriály Šumavské hasičské ligy (ŠHL) a Prachatické hasičské ligy (PHL), ale i postupové soutěže. K největším úspěchům se řadí vítězství žen z týmu Budilova B v ŠHL (2008, 2009) a vítězství mužů Budilov C v PHL (2008).

## Pamětihodnosti
- Pamětní kámen – popravčí kámen (kulturní památka ČR)[10]
- Hradiště Věnec – kulturní památka ČR –  pozůstatky pozdně halštatského až časně laténského hradiště na stejnojmenném vrcholu (765 metrů) asi 1½ kilometru severovýchodně od Budilova (v katastrálních územích Budilov; Lčovice; Zálezly u Čkyně);[11] okolo této kulturní památky je ochranné pásmo[12]